# 国民政府主席官邸
国民政府主席官邸，因建于梅岭，故简称为“梅岭宫”，又因起初宋美齡常在此下榻或做礼拜，故又称“美龄宫”。因所在地原为小红山，又称为“小红山官邸”，位于南京市玄武区中山陵9号，钟山风景区内，四方城以东200米。

## 历史

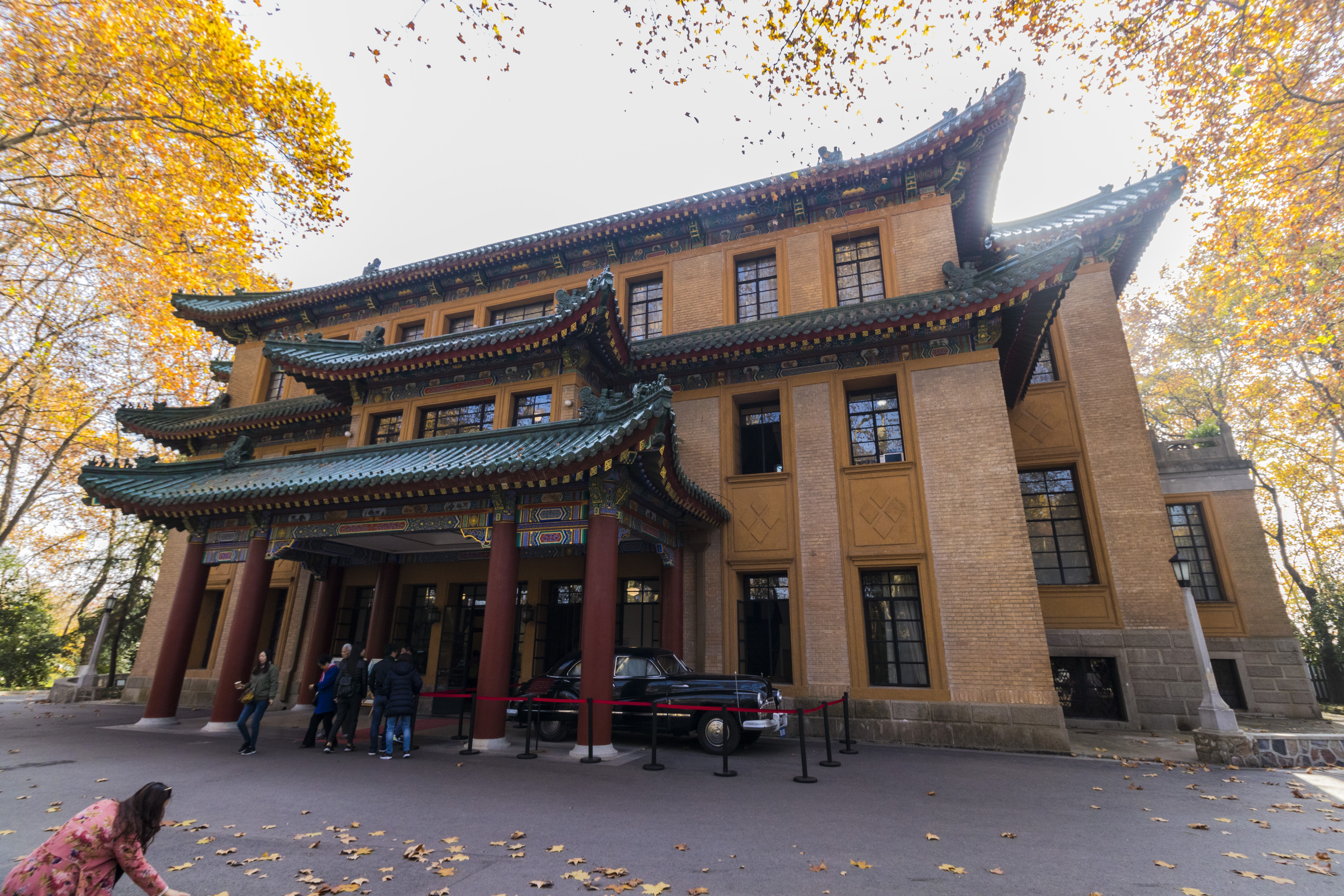
美龄宫

这座建筑建于1931年－1934年，共有3层，2,000多平方米，外观设计采用中国古典式，顶覆绿色琉璃瓦，瓦上雕有凤凰。
抗战以前蒋中正夫妇居住在黄埔路陆军军官学校内的憩庐，此处只是作为前去中山陵谒陵的休息室。战争结束后，蒋氏夫妇常在此居住，并将客厅改建为小聖堂，称为“凯歌堂”。
中华人民共和国成立后此处长期被军管，作为国宾级接待单位接待过包括胡志明在内的一些外国国家领导人。
1984年3月，美龄宫成为对外开放参观的旅游景点，室内陈设均按原样布置。2001年，“国民政府主席官邸旧址”作为“原国民政府旧址”的一部分被列为第五批全国重点文物保护单位。